# Malinka
Die Malinka (offiziell seit 2008 Adam-Małysz-Schanze, polnisch Skocznia Narciarska im. Adama Małysza) ist eine Skisprungschanze in Polen. Sie steht in Malinka, einem Ortsteil der Stadt Wisła. Die Großschanze der Kategorie K 120 ist mit Matten belegt. Sie ist nach dem in Wisła geborenen ehemaligen polnischen Skispringer Adam Małysz benannt.

## Geschichte

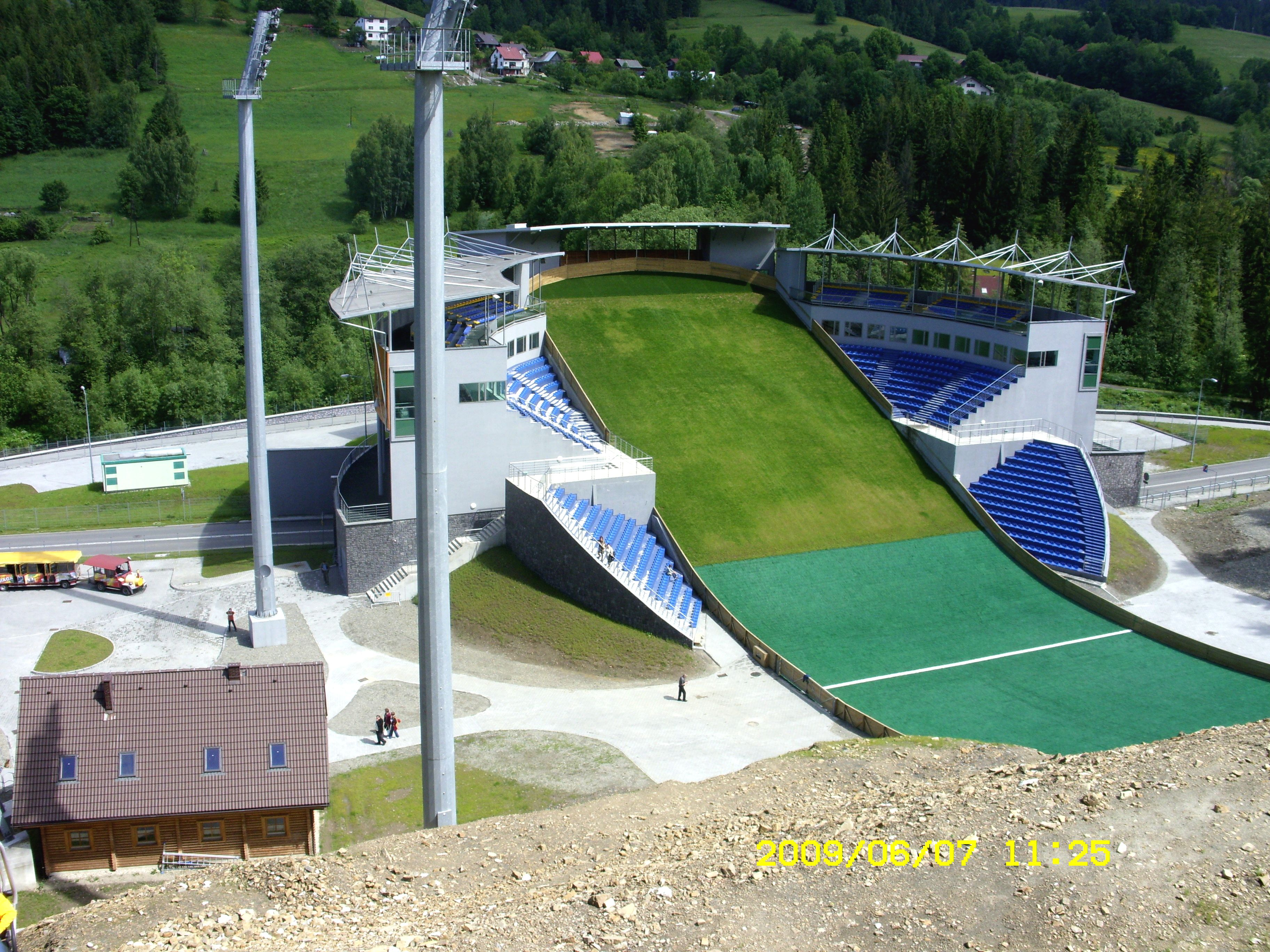
Zuschauerstadion im Sommer

Die erste 40-Meter-Schanze aus Holz wurde im Jahr 1933 erbaut. 1954 erfolgte die erste Modernisierung der Schanze. Nach dem Umbau fanden schlesische Meisterschaften und internationale Springen statt. Im Jahr 1970 wurde die Schanze auf eine K 105 vergrößert und mit einem Anlaufturm aus Stahl versehen. Nach der Vergrößerung der Schanze wurden erneut internationale Springen mit namhaften Springern ausgetragen.
Nach vielen Wettbewerben war die Schanze heruntergekommen und musste erneuert werden. So wurde im Herbst 2003 beschlossen, dass man die Schanze umbauen musste. Ein Jahr später begann man mit dem Umbau der neuen K-120-Schanze. Es wurden neue Funktionsgebäude und ein Zuschauerstadion, welches 2500 Zuschauern Platz bietet, gebaut. Am Aufsprunghang sollen ebenfalls neue Zuschauerplätze gebaut werden. 2006 verzögerten sich jedoch die Bauarbeiten wegen eines Erdrutsches. Die neue Schanze wurde im Rahmen der polnischen Meisterschaften vom 26. bis 28. September 2008, unter dem neuen Namen Adam-Małysz-Sprungschanze eingeweiht. Seit 2009 finden auf der Schanze Continental-Cup-Springen statt. Seit der Saison 2012/13 finden auch Wettbewerbe des Skisprung-Weltcups statt. Das erste Weltcupspringen auf der Malinka wurde am 9. Januar 2013 ausgetragen.

## Technische Daten
| Malinka                                    | Malinka  |
| Anlauf                                     | Anlauf   |
| ------------------------------------------ | -------- |
| Anlauflänge                                | 88,20 m  |
| Neigung des Anlaufs (γ)                    | 35°      |
| Schanzentisch                              |          |
| Neigung des Schanzentisches (α)            | 10,5°    |
| Aufsprung                                  |          |
| Hillsize                                   | 134 m    |
| Konstruktionspunkt                         | 120 m    |
| Höhendifferenz Tischkante bis K-Punkt (h)  | 59,83 m  |
| Längendifferenz Tischkante bis K-Punkt (n) | 103,81 m |
| K-Punkt Neigungswinkel (β)                 | 34,8°    |
| Auslauf                                    |          |
| Länge des Auslaufs                         | 61,60 m  |

## Schanzenrekord
Den aktuellen Schanzenrekord hält der Deutsche Andreas Wellinger mit 144,5 m, welcher am 13. Januar 2024 im Rahmen der ersten PolSKI-Tour aufgestellt wurde.

## Internationale Wettbewerbe
Genannt werden alle von der FIS organisierten Sprungwettbewerbe.
| Datum              | Kategorie           | Schanze | 1. Platz                                                                         | 2. Platz | 3. Platz                                                                           |
| ------------------ | ------------------- | ------- | -------------------------------------------------------------------------------- | --- | ---------------------------------------------------------------------------------- |
| 28. Februar 2009   | Continental Cup     | HS134   | Stefan Thurnbichler                                                              | Kim René Elverum Sorsell Andreas Kofler                                                                                 |                                                                                    |
| 1. März 2009       | Continental Cup     | HS134   | Andreas Kofler                                                                   | Bjørn Einar Romøren | Jon Aaraas                                                                         |
| 12. September 2009 | Continental Cup     | HS134   | Marcin Bachleda                                                                  | Adam Małysz | Łukasz Rutkowski                                                                   |
| 13. September 2009 | Continental Cup     | HS134   | Marcin Bachleda                                                                  | Adam Małysz | Łukasz Rutkowski                                                                   |
| 27. Februar 2010   | Continental Cup     | HS134   | Adam Małysz                                                                      | Manuel Fettner | Kamil Stoch                                                                        |
| 28. Februar 2010   | Continental Cup     | HS134   | Wettkampf abgesagt                                                               | Wettkampf abgesagt | Wettkampf abgesagt                                                                 |
| 20. August 2010    | Grand Prix          | HS134   | Adam Małysz                                                                      | Kamil Stoch | Daiki Itō                                                                          |
| 21. August 2010    | Grand Prix          | HS134   | Kamil Stoch                                                                      | Daiki Itō | Tom Hilde                                                                          |
| 2. Oktober 2010    | Continental Cup     | HS134   | Anders Fannemel                                                                  | Stefan Hula | Robert Hrgota                                                                      |
| 3. Oktober 2010    | Continental Cup     | HS134   | Anders Fannemel                                                                  | Jure Šinkovec | Anssi Koivuranta                                                                   |
| 11. März 2011      | Continental Cup     | HS134   | Michael Hayböck                                                                  | Kim René Elverum Sorsell                                                                                                | Andreas Wank                                                                       |
| 12. März 2011      | Continental Cup     | HS134   | Matic Kramaršič                                                                  | Matjaž Pungertar | Dejan Judež                                                                        |
| 17. Juli 2011      | Grand Prix          | HS134   | Thomas Morgenstern                                                               | Pawel Wladimirowitsch Karelin                                                                                           | Gregor Schlierenzauer                                                              |
| 25. Februar 2012   | Continental Cup     | HS134   | Manuel Fettner                                                                   | Robert Johansson | Mitja Mežnar                                                                       |
| 26. Februar 2012   | Continental Cup     | HS134   | Marco Grigoli                                                                    | Andreas Stjernen | Kenneth Gangnes                                                                    |
| 20. Juli 2012      | Grand Prix          | HS 134  | SlowenienJurij Tepeš Robert Hrgota Peter Prevc Robert Kranjec                    | PolenPiotr Żyła Kamil Stoch Dawid Kubacki Maciej Kot                                                                    | DeutschlandAndreas Wank Maximilian Mechler Michael Neumayer Richard Freitag        |
| 21. Juli 2012      | Grand Prix          | HS134   | Maciej Kot                                                                       | Simon Ammann | Wolfgang Loitzl                                                                    |
| 8. September 2012  | FIS-Cup             | HS134   | Daniel Althaus                                                                   | Rafał Śliż | Felix Brodauf                                                                      |
| 9. September 2012  | FIS-Cup             | HS134   | Čestmír Kožíšek                                                                  | Artur Kukuła | Daniel Althaus                                                                     |
| 9. Januar 2013     | Weltcup             | HS134   | Anders Bardal                                                                    | Richard Freitag | Rune Velta                                                                         |
| 23. Februar 2013   | Continental Cup     | HS134   | Danny Queck                                                                      | Matic Benedik | Krzysztof Biegun                                                                   |
| 24. Februar 2013   | Continental Cup     | HS134   | Atle Pedersen Rønsen                                                             | Matic Benedik | Jan Ziobro                                                                         |
| 2. August 2013     | Grand Prix          | HS134   | PolenMaciej Kot Krzysztof Biegun Dawid Kubacki Kamil Stoch                       | DeutschlandSeverin Freund Michael Neumayer Andreas Wellinger Richard Freitag                                            | SlowenienRobert Kranjec Peter Prevc Jaka Hvala Matjaž Pungertar                    |
| 3. August 2013     | Grand Prix          | HS134   | Andreas Wellinger                                                                | Maciej Kot | Roman Koudelka                                                                     |
| 4. Januar 2014     | Continental Cup     | HS134   | Wettkampf abgesagt                                                               | Wettkampf abgesagt | Wettkampf abgesagt                                                                 |
| 5. Januar 2014     | Continental Cup     | HS134   | Wettkampf abgesagt                                                               | Wettkampf abgesagt | Wettkampf abgesagt                                                                 |
| 16. Januar 2014    | Weltcup             | HS134   | Andreas Wellinger                                                                | Kamil Stoch | Michael Hayböck                                                                    |
| 25. Juli 2014      | Grand Prix          | HS134   | PolenMaciej Kot Piotr Żyła Dawid Kubacki Kamil Stoch                             | TschechienJakub Janda Lukáš Hlava Antonín Hájek Roman Koudelka                                                          | ÖsterreichMichael Hayböck Stefan Kraft Thomas Diethart Gregor Schlierenzauer       |
| 26. Juli 2014      | Grand Prix          | HS134   | Peter Prevc                                                                      | Piotr Żyła | Andreas Wellinger                                                                  |
| 1. August 2014     | Continental Cup     | HS134   | Cene Prevc                                                                       | Piotr Żyła | Miran Zupančič                                                                     |
| 2. August 2014     | Continental Cup     | HS134   | Piotr Żyła                                                                       | Mitja Mežnar | Jan Ziobro                                                                         |
| 10. Januar 2015    | Continental Cup     | HS134   | Jan Ziobro                                                                       | Klemens Murańka | Andreas Wank                                                                       |
| 11. Januar 2015    | Continental Cup     | HS134   | Maciej Kot                                                                       | Klemens Murańka | Dawid Kubacki                                                                      |
| 15. Januar 2015    | Weltcup             | HS134   | Stefan Kraft                                                                     | Peter Prevc | Severin Freund                                                                     |
| 31. Juli 2015      | Grand Prix          | HS134   | PolenMaciej Kot Piotr Żyła Dawid Kubacki Kamil Stoch                             | DeutschlandAndreas Wank Stephan Leyhe Richard Freitag Andreas Wellinger                                                 | NorwegenJohann André Forfang Kenneth Gangnes Phillip Sjøen Anders Fannemel         |
| 1. August 2015     | Grand Prix          | HS134   | Dawid Kubacki                                                                    | Piotr Żyła | Kenneth Gangnes                                                                    |
| 8. August 2015     | Continental Cup     | HS134   | Joacim Ødegård Bjøreng                                                           | Przemysław Kantyka | Philipp Aschenwald                                                                 |
| 9. August 2015     | Continental Cup     | HS134   | Klemens Murańka                                                                  | Rok Justin | Stefan Hula Philipp Aschenwald                                                     |
| 4. März 2016       | Weltcup             | HS134   | Roman Koudelka                                                                   | Kenneth Gangnes | Noriaki Kasai                                                                      |
| 5. März 2016       | Weltcup             | HS134   | Wettkampf wegen zu starken Windes abgesagt                                       | Wettkampf wegen zu starken Windes abgesagt                                                                              | Wettkampf wegen zu starken Windes abgesagt                                         |
| 22. Juli 2016      | Grand Prix          | HS134   | NorwegenJohann André Forfang Tom Hilde Joachim Hauer Anders Fannemel             | SlowenienRobert Kranjec Peter Prevc Jaka Hvala Jurij Tepeš                                                              | DeutschlandAndreas Wank Karl Geiger Richard Freitag Andreas Wellinger              |
| 23. Juli 2016      | Grand Prix          | HS134   | Maciej Kot                                                                       | Anders Fannemel | Andreas Wellinger                                                                  |
| 24. September 2016 | Continental Cup     | HS134   | Davide Bresadola                                                                 | Domen Prevc | Jan Ziobro                                                                         |
| 25. September 2016 | Continental Cup     | HS134   | Markus Eisenbichler                                                              | Daniel Huber | Alex Insam                                                                         |
| 14. Januar 2017    | Weltcup             | HS134   | Kamil Stoch                                                                      | Stefan Kraft | Andreas Wellinger                                                                  |
| 15. Januar 2017    | Weltcup             | HS134   | Kamil Stoch                                                                      | Daniel-André Tande | Domen Prevc                                                                        |
| 14. Juli 2017      | Grand Prix          | HS134   | PolenPiotr Żyła Kamil Stoch Dawid Kubacki Maciej Kot                             | NorwegenAnders Fannemel Robert Johansson Kenneth Gangnes Daniel-André Tande                                             | DeutschlandAndreas Wank Karl Geiger Andreas Wellinger Stephan Leyhe                |
| 15. Juli 2017      | Grand Prix          | HS134   | Dawid Kubacki                                                                    | Maciej Kot | Karl Geiger                                                                        |
| 19. August 2017    | Beskiden-Tour (COC) | HS134   | Miran Zupančič                                                                   | Klemens Murańka | Alex Insam                                                                         |
| 18. November 2017  | Weltcup             | HS134   | NorwegenJohann André Forfang Anders Fannemel Daniel-André Tande Robert Johansson | PolenPiotr Żyła Dawid Kubacki Maciej Kot Kamil Stoch ÖsterreichDaniel Huber Clemens Aigner Michael Hayböck Stefan Kraft |                                                                                    |
| 19. November 2017  | Weltcup             | HS134   | Junshirō Kobayashi                                                               | Kamil Stoch | Stefan Kraft                                                                       |
| 21. Juli 2018      | Grand Prix          | HS134   | PolenMaciej Kot Dawid Kubacki Kamil Stoch Piotr Żyła                             | DeutschlandKarl Geiger Stephan Leyhe Andreas Wellinger Richard Freitag                                                  | NorwegenHalvor Egner Granerud Marius Lindvik Johann André Forfang Robert Johansson |
| 22. Juli 2018      | Grand Prix          | HS134   | Kamil Stoch                                                                      | Piotr Żyła | Halvor Egner Granerud                                                              |
| 18. August 2018    | Beskiden-Tour (COC) | HS134   | Philipp Aschenwald                                                               | Aleksander Zniszczoł | Žak Mogel                                                                          |
| 17. November 2018  | Weltcup             | HS134   | PolenPiotr Żyła Jakub Wolny Dawid Kubacki Kamil Stoch                            | DeutschlandKarl Geiger Markus Eisenbichler Stephan Leyhe Richard Freitag                                                | ÖsterreichMichael Hayböck Clemens Aigner Daniel Huber Stefan Kraft                 |
| 18. November 2018  | Weltcup             | HS134   | Jewgeni Klimow                                                                   | Stephan Leyhe | Ryōyū Kobayashi                                                                    |
| 20. Juli 2019      | Grand Prix          | HS134   | PolenPiotr Żyła Aleksander Zniszczoł Kamil Stoch Dawid Kubacki                   | SlowenienTilen Bartol Anže Lanišek Peter Prevc Timi Zajc                                                                | NorwegenJohann André Forfang Robin Pedersen Marius Lindvik Daniel-André Tande      |
| 21. Juli 2019      | Grand Prix          | HS134   | Timi Zajc                                                                        | Dawid Kubacki | Jewgeni Klimow                                                                     |
| 10. August 2019    | Continental Cup     | HS134   | Klemens Murańka                                                                  | Andrzej Stękała | Philipp Raimund                                                                    |
| 11. August 2019    | Continental Cup     | HS134   | Klemens Murańka                                                                  | Moritz Baer | Paweł Wąsek                                                                        |
| 23. November 2019  | Weltcup             | HS134   | ÖsterreichPhilipp Aschenwald Daniel Huber Jan Hörl Stefan Kraft                  | NorwegenDaniel-André Tande Thomas Aasen Markeng Marius Lindvik Robert Johansson                                         | PolenPiotr Żyła Jakub Wolny Dawid Kubacki Kamil Stoch                              |
| 24. November 2019  | Weltcup             | HS134   | Daniel-André Tande                                                               | Anže Lanišek | Kamil Stoch                                                                        |
| 22. August 2020    | Grand Prix          | HS134   | Dawid Kubacki                                                                    | Kamil Stoch | Piotr Żyła                                                                         |
| 23. August 2020    | Grand Prix          | HS134   | Dawid Kubacki                                                                    | Kamil Stoch | Piotr Żyła                                                                         |
| 18. September 2020 | Continental Cup     | HS134   | Martin Hamann                                                                    | Sander Vossan Eriksen                                                                                                   | Anže Lanišek                                                                       |
| 19. September 2020 | Continental Cup     | HS134   | Martin Hamann                                                                    | Sander Vossan Eriksen                                                                                                   | Timon-Pascal Kahofer                                                               |
| 21. November 2020  | Weltcup             | HS134   | ÖsterreichMichael Hayböck Philipp Aschenwald Daniel Huber Stefan Kraft           | DeutschlandConstantin Schmid Pius Paschke Karl Geiger Markus Eisenbichler                                               | PolenPiotr Żyła Klemens Murańka Dawid Kubacki Kamil Stoch                          |
| 22. November 2020  | Weltcup             | HS134   | Markus Eisenbichler                                                              | Karl Geiger | Daniel Huber                                                                       |
| 17. Juli 2021      | Grand Prix          | HS134   | Urša Bogataj                                                                     | Sara Takanashi | Nozomi Maruyama                                                                    |
| 17. Juli 2021      | Grand Prix          | HS134   | Jakub Wolny                                                                      | Jan Hörl | Dawid Kubacki                                                                      |
| 18. Juli 2021      | Grand Prix          | HS134   | Urša Bogataj                                                                     | Sara Takanashi | Marita Kramer                                                                      |
| 18. Juli 2021      | Grand Prix          | HS134   | Dawid Kubacki                                                                    | Jan Hörl | Anže Lanišek                                                                       |
| 4. Dezember 2021   | Weltcup             | HS134   | ÖsterreichManuel Fettner Jan Hörl Daniel Huber Stefan Kraft                      | DeutschlandPius Paschke Stephan Leyhe Markus Eisenbichler Karl Geiger                                                   | SlowenienCene Prevc Peter Prevc Timi Zajc Anže Lanišek                             |
| 5. Dezember 2021   | Weltcup             | HS134   | Jan Hörl                                                                         | Marius Lindvik | Stefan Kraft                                                                       |
| 23. Juli 2022      | Grand Prix          | HS134   | Urša Bogataj                                                                     | Marita Kramer | Nika Križnar                                                                       |
| 23. Juli 2022      | Grand Prix          | HS134   | Dawid Kubacki                                                                    | Kamil Stoch | Karl Geiger                                                                        |
| 24. Juli 2022      | Grand Prix          | HS134   | Kamil Stoch                                                                      | Dawid Kubacki | Jakub Wolny                                                                        |
| 24. Juli 2022      | Grand Prix          | HS134   | Nika Križnar                                                                     | Urša Bogataj | Joséphine Pagnier                                                                  |
| 5. November 2022   | Weltcup             | HS134   | Silje Opseth                                                                     | Marita Kramer | Eva Pinkelnig                                                                      |
| 5. November 2022   | Weltcup             | HS134   | Dawid Kubacki                                                                    | Halvor Egner Granerud                                                                                                   | Stefan Kraft                                                                       |
| 6. November 2022   | Weltcup             | HS134   | Eva Pinkelnig                                                                    | Katharina Althaus | Frida Westman                                                                      |
| 6. November 2022   | Weltcup             | HS134   | Dawid Kubacki                                                                    | Anže Lanišek | Marius Lindvik                                                                     |
| 13. Januar 2024    | Weltcup             | HS134   | SlowenienLovro Kos Anže Lanišek                                                  | ÖsterreichManuel Fettner Jan Hörl                                                                                       | DeutschlandStephan Leyhe Andreas Wellinger                                         |
| 14. Januar 2024    | Weltcup             | HS134   | Ryōyū Kobayashi                                                                  | Stefan Kraft | Andreas Wellinger                                                                  |
| 7. Dezember 2024   | Weltcup             | HS134   | Daniel Tschofenig                                                                | Gregor Deschwanden | Pius Paschke                                                                       |
| 8. Dezember 2024   | Weltcup             | HS134   | Pius Paschke                                                                     | Jan Hörl | Stefan Kraft                                                                       |